# 11e étape du Tour d'Espagne 2016
La 11e étape du Tour d'Espagne 2016 s'est déroulée le mercredi 31 août 2016, entre Colunga et Peña Cabarga (es).

## Résultats

### Classement de l'étape
| \| Classement de l'étape \| Classement de l'étape \| Classement de l'étape \| Classement de l'étape \| Classement de l'étape \| \| Coureur \| Coureur \| Pays \| Équipe \| Temps \| \| --------------------- \| --------------------- \| --------------------- \| --------------------- \| --------------------- \| \| 1er \| Christopher Froome \| Royaume-Uni \| Team Sky \| 3 h 44 min 47 s \| \| 2e \| Nairo Quintana \| Colombie \| Movistar Team \| + 0 s \| \| 3e \| Alejandro Valverde \| Espagne \| Movistar Team \| + 6 s \| |                    |             |               |                 |
| |                    |             |               |                 |
| Source : ProCyclingStats |                    |             |               |                 |
| Classement de l'étape |                    |             |               |                 |
| Coureur | Coureur            | Pays        | Équipe        | Temps           |
| 1er | Christopher Froome | Royaume-Uni | Team Sky      | 3 h 44 min 47 s |
| 2e | Nairo Quintana     | Colombie    | Movistar Team | + 0 s           |
| 3e | Alejandro Valverde | Espagne     | Movistar Team | + 6 s           |

### Classement général
| \| Classement général \| Classement général \| Classement général \| Classement général \| Classement général \| \| Coureur \| Coureur \| Pays \| Équipe \| Temps \| \| ------------------ \| ------------------ \| ------------------ \| ------------------ \| ------------------ \| \| 1er \| Nairo Quintana \| Colombie \| Movistar Team \| 42 h 21 min 48 s \| \| 2e \| Christopher Froome \| Royaume-Uni \| Team Sky \| + 54 s \| \| 3e \| Alejandro Valverde \| Espagne \| Movistar Team \| + 1 min 05 s \| |                    |             |               |                  |
| |                    |             |               |                  |
| Source : ProCyclingStats |                    |             |               |                  |
| Classement général |                    |             |               |                  |
| Coureur | Coureur            | Pays        | Équipe        | Temps            |
| 1er | Nairo Quintana     | Colombie    | Movistar Team | 42 h 21 min 48 s |
| 2e | Christopher Froome | Royaume-Uni | Team Sky      | + 54 s           |
| 3e | Alejandro Valverde | Espagne     | Movistar Team | + 1 min 05 s     |